# Zombitsia
Zombitsia é um género botânico pertencente à família Cucurbitaceae.

## Espécies
- Zombitsia lucorum Keraudr.